# Processus élémentaire
En cinétique chimique, un processus élémentaire ou étape élémentaire est  une réaction chimique qui décrit les collisions qui se passent réellement au niveau moléculaire.

## Généralités
Le mécanisme réactionnel est constitué par un ensemble de réactions appelées « actes élémentaires » ou « étapes élémentaires » qui décrivent les collisions qui se produisent entre les espèces au niveau microscopique.
La superposition de tous ces actes élémentaires donne l'équation-bilan de la réaction étudiée. L'équation-bilan d'une réaction fournit un bilan de matière mais ne permet pas de comprendre ce qui se passe au niveau microscopique.
En cinétique chimique, on note l'équation-bilan avec le symbole = et les étapes élémentaires avec une flèche →.
Lors de la réaction de l'acide iodhydrique HI avec l'eau oxygénée H2O2, on a deux étapes élémentaires successives :
HI + H2O2 → IOH + H2O
IOH + HI → I2 + H2O
ce qui donne l'équation-bilan suivante :
2HI + H2O2 = I2 + 2H2O (bilan de matière).

## Conditions
Les conditions nécessaires (mais non suffisantes) pour qu'une réaction soit un acte élémentaire sont les suivantes :
- molécularité faible (inférieure à 3) : à l'échelle microscopique, il est quasiment impossible que trois molécules se rencontrent au même point et au même instant. Ainsi, une réaction chimique ne peut faire intervenir qu'un nombre réduit de molécules : une ou deux, voire trois, mais très rarement ;
- l'ordre partiel de la vitesse par rapport à chaque réactif i est égal au coefficient stœchiométrique de i ;
- peu de réarrangement de structures : une réaction chimique ne peut modifier simultanément qu'un petit nombre de liaisons (une ou deux liaisons). Ainsi, on peut dire qu'un acte élémentaire met en jeu un changement minimal de structure ;
- coefficients stœchiométriques entiers : étant donné qu'un acte élémentaire traduit ce qui se passe à l'échelle microscopique, il ne peut qu'avoir des coefficients stœchiométriques entiers.

Toute réaction chimique peut se décomposer en une suite de processus élémentaires.